# Ocimum spectabile
Ocimum spectabile là một loài thực vật có hoa trong họ Hoa môi. Loài này được (Gürke) A.J.Paton mô tả khoa học đầu tiên năm 1999.